# Aperception
L'aperception est la faculté à rassembler dans une unité  de multiples petites perceptions inconscientes. Ce concept de philosophie a connu une grande postérité. Chez Leibniz, elle se produit grâce à une réflexion sur soi et s'identifie dès lors à la conscience. Kant va distinguer l'aperception empirique et l'aperception transcendantale.

## Concept

### Chez Leibniz
Dans l'histoire de l'idéalisme allemand, la première définition de l'aperception est due à Leibniz. Selon Pierre Osmo, qui se réfère à Yvon Belaval , c'est dans la dernière philosophie de Leibniz qu'« aperception » s'est orthographiée ainsi. L'aperception, étymologiquement ad-perceptio, comporte deux propriétés fondamentales : « elle s'applique à la perception comme à son objet, et elle lui ajoute quelque chose de tout à fait décisif, dans l'ordre de la connaissance » : Pour Leibniz, la perception est « l'état intérieur de la monade représentant les choses externes »,. Étant commune à toutes les monades et fonction d'un point de vue, c'est, selon Leibniz, « l'état passager qui enveloppe et représente une multitude dans l'unité ou dans la substance simple »,. Ainsi s'analyse-t-elle  « en une multitude de petites perceptions, en un infinitésimal, inconscient de soi, pris dans la continuité d'un changement et d'un passage  (de perception à perception, ou de point de vue à point de vue ». Le passage à l'aperception elle-même s'effectue « quand la perception s'aperçoit elle-même » ; l'aperception se produit « grâce à une réflexion sur soi [...] identifiant l'aperception et la conscience ».
Dans sa théorie des « petites perceptions », Leibniz différencie donc la perception et l'aperception. Les perceptions sont reçues par nos sens mais sont tellement infimes et continues que nous pouvons ne pas les apercevoir (consciemment). Leibniz donne l'exemple des multiples vagues dans la mer qui sont chacune nécessairement perçues, et pourtant la conscience n'a accès qu'au bruit d'ensemble de la mer, résultat de l'addition continue des petites perceptions. Il donne aussi l'exemple du bruit du moulin, que chacun aperçoit aisément, mais auquel on peut tellement s'habituer qu'il finit par être perçu (entendu) sans que nous en ayons encore conscience. La distinction entre les petites perceptions et l'aperception consciente est l'une des premières formulations des limites du champ de la conscience.

### Chez Kant
Pour Kant, l'aperception désigne l'unité de la conscience qui précède le contenu de nos intuitions sensibles, sans laquelle la représentation des objets serait impossible.  
Kant distingue deux types d'aperception :
- l'aperception empirique : le "sens intérieur" qui fait connaître le "soi concret", affecté de sensations et de représentations (Kant rejoint ici la théorie de David Hume du soi comme faisceau de perceptions) ;
- l'aperception transcendantale ou pure : la conscience de soi qui accompagne la perception de tout objet, une « conscience pure, originale et immuable qui est la condition nécessaire de l'expérience et la fondation ultime de l'unité de l'expérience » ; cette aperception est nécessaire pour donner la « synthèse a priori des représentations »[6].

Kant ne se demande pas pourquoi notre entendement est de telle nature : il se contente de la constater : « quant-à donner en outre une raison de cette propriété qu'a notre esprit de n'arriver à l'unité de l'aperception a priori qu'au moyen des catégories et tout juste de cette espèce et de ce nombre de catégories, c'est ce qui est tout à fait impossible d'expliquer » cité par Georges Pascal.

## Articles liés
- Critique de la raison pure
- Lexique de phénoménologie